# Bibliometria
A bibliometria é um campo das áreas da biblioteconomia e da ciência da informação que aplica métodos estatísticos e matemáticos para analisar e construir indicadores sobre a dinâmica e evolução da informação científica e tecnológica de determinadas disciplinas, áreas, organizações ou países. Segundo Pritchard bibliometria significa “todos os estudos que tentam quantificar os processos de comunicação escrita”. A bibliometria tem abrangência interdisciplinar ou multidisciplinar e pode ser aplicada a diversas áreas do conhecimento. A bibliometria possui estreitas relações com as áreas de cienciometria (ou cientometria), infometria, webometria, patentometria, altmetria dentre outros.
Dentre as diversas possibilidades de aplicação do uso da bibliometria, podem-se destacar as seguintes:
- Identificar tendências e crescimento do conhecimento em uma determinada disciplina.
- Estudar dispersão e obsolescências dos campos científicos[2].
- Medir o impacto das publicações e dos serviços de disseminação da informação[3].
- Estimar a cobertura das revistas científicas[4].
- Identificar autores e instituições mais produtivos.
- Identificar as revistas do núcleo de cada disciplina.
- Estudar relações entre a ciência e a tecnologia[5].
- Investigar relações entre disciplinas e áreas do conhecimento.
- Avaliar a produção científica[6].
- Monitorar o desenvolvimento de tecnologias.
- Adaptar políticas de aquisição e descarte de publicações etc [7]

## As Leis da Bibliometria
As principais leis bibliométrica são: a Lei de Lotka (ou Lei do Quadrado Inverso), a Lei de Bradford e a Lei de Zipf.
Verifica-se na Lei de Bradford, que permite estimar o grau de relevância de periódicos em dada área do conhecimento, que os periódicos que produzem o maior número de artigos sobre dado assunto formam um núcleo de periódicos, supostamente de maior qualidade ou relevância para aquela área. A Lei de Lotka considera que alguns pesquisadores, supostamente de maior prestígio em uma determinada área do conhecimento, produzem muito e muitos pesquisadores, supostamente de menor prestígio, produzem pouco. Nas Leis de Zipf, que permitem estimar as freqüências de ocorrência das palavras de um determinado texto científico e tecnológico e a região de concentração de termos de indexação, ou palavras-chave, que um pequeno grupo de palavras ocorre muitas vezes e um grande número de palavras é de pequena freqüência de ocorrência. (GUEDES e BORSCHIVER, 2005).